# 듀크오브글로스터제도

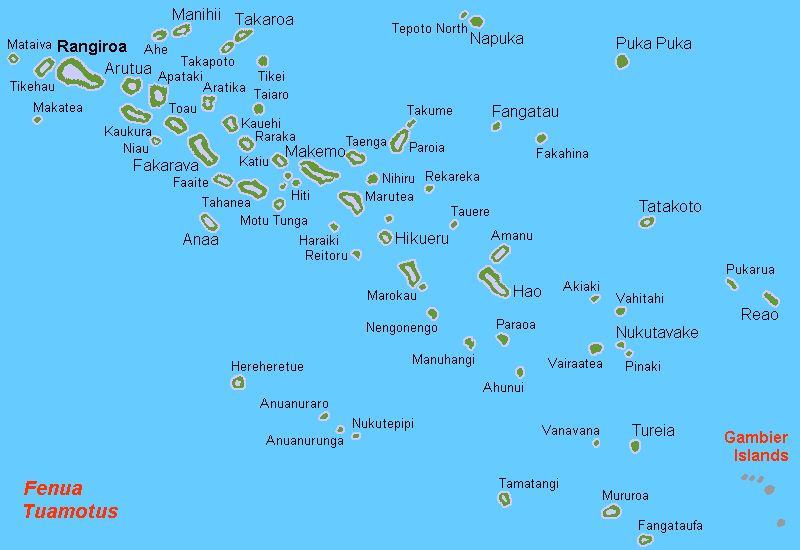
투아모투섬의 지도.

듀크오브글로스터제도(Duke of Gloucester Islands, 프랑스어: Îles du Duc de Gloucester)는 프랑스령 폴리네시아의 투아모투 제도의 하위 그룹이다. 타히티섬의 남동부에 위치한다.

## 환초
듀크오브글로스터제도의 환초는 4개가 있으며 상대적으로 크기가 작은 편이다:
- 아누아누라로환초(Anuanuraro)
- 아누아누룽가환초(Anuanurunga)
- 헤레헤레투에환초(Hereheretue)
- 누쿠티피피환초(Nukutepipi)

## 역사
처음 유럽인들에게 목격된 것은 1606년 2월 4일 스페인의 Pedro Fernandes de Queirós에 의해서였다. 이 제도의 이름은 스페인어로 4개의 왕관을 의미하는 콰트로 코로나스(Cuatro Coronas)가 되었다.
1767년 이곳을 방문한 영국의 탐험가 필립 캐터럿에 의해 지명이 듀크오브글로스터제도로 변경되었으며 이는 글러스터의 윌리엄 헨리 왕자를 기리기 위해 지어졌다.